# Pallavolo ai Giochi della Lusofonia - Torneo femminile
Il torneo femminile di pallavolo ai Giochi della Lusofonia si svolge con una cadenza di ogni quattro anni durante i Giochi della Lusofonia. Introdotto nei giochi fino dalla prima edizione, nel 2006, partecipano squadre nazionali di lingua portoghese o di quei paesi che ospitano numerose comunità portoghesi al loro interno.

## Edizioni
| Edizione      | Edizione      |  | Podio      | Podio   | Podio     |
| Anno          | Organizzatore |  | Campione   | Seconda | Terza     |
| ------------- | ------------- |  | ---------- | ------- | --------- |
| 2006 Dettagli | Macao         |  | Portogallo | Macao   | Timor Est |
| 2009 Dettagli | Lisbona       |  | Portogallo | Macao   | India     |
| 2014 Dettagli | Goa           |  | India      | Macao   | Mozambico |
| 2017 Dettagli | Fortaleza     |  | -          | -       | -         |

## Medagliere
| Pos. | Squadra    | 1º posto | 2º posto | 3º posto | Totale |
| ---- | ---------- | -------- | -------- | -------- | ------ |
| 1    | Portogallo | 2        | -        | -        | 2      |
| 2    | India      | 1        | -        | 1        | 2      |
| 3    | Macao      | -        | 3        | -        | 3      |
| 4    | Mozambico  | -        | -        | 1        | 2      |
| 4    | Timor Est  | -        | -        | 1        | 1      |